# Томас Делининкајтис
Томас Делининкајтис (литв. Tomas Delininkaitis; Клајпеда, 11. јун 1982) је литвански кошаркаш. Игра на позицији бека.